# 聖貝納迪諾 (加利福尼亞州)
，又譯為聖伯納丁諾是美國加利福尼亞州聖貝納迪諾縣的縣治，位於該縣西南部。面積202.4平方公里，2006年人口198,985人。2010年人口209,924人。棒球隊內陸帝國區聖伯納汀諾66人始創於此。全球第一間麥當勞餐廳亦是在此地誕生。聖貝納迪諾是加州大城市中最貧窮的城市。
聖貝納迪諾1810年5月20日開埠，1854年4月1日建市。

## 姐妹城市
| - 中华人民共和国榆樹市 - 大韓民國高陽市 - 日本立川市 - 卢旺达基加利 - 墨西哥墨西卡利 - 奈及利亞伊費 | - 墨西哥比亞埃爾莫薩 - 新西兰陶朗加 - 俄羅斯扎沃爾日耶 - 以色列海爾茲利亞 - 菲律賓羅哈斯 - 中華民國桃園市 |  |